# Eublemma compsoprepes
Eublemma compsoprepes là một loài bướm đêm trong họ Erebidae.